# Pogonatum neesii
Pogonatum neesii är en bladmossart som beskrevs av Frans François Dozy 1856. Pogonatum neesii ingår i släktet grävlingmossor, och familjen Polytrichaceae. Inga underarter finns listade i Catalogue of Life.